# Малые архитектурные формы
Малые архитектурные формы (МАФ) — вспомогательные архитектурные сооружения, оборудование и художественно-декоративные элементы, обладающие собственными простыми функциями и дополняющие общую композицию архитектурного ансамбля застройки. Некоторые из элементов МАФ не несут утилитарных функций и имеют исключительно художественно-декоративное назначение. Малые архитектурные формы могут играть важную роль в архитектурном ансамбле. В ландшафтном дизайне они являются одними из основных элементов декоративного оформления сада. Также к малым архитектурным формам могут относиться небольшие сооружения, выполненные из облегченных конструкций и установленные временно, без устройства фундамента (торговые павильоны и т. п.).
К МАФ относят лестницы, ограды, скульптуры, фонтаны, светильники наружного освещения (ландшафтные светильники), стенды для афиш и реклам, садово-парковые сооружения (беседки, ротонды, перголы, садово-парковая скульптура, вазоны, парковые скамьи и другую садовую мебель), некрупные формы мемориальной архитектуры (обелиски, мемориальные доски и мемориальные скамьи), городскую уличную мебель, урны, детские игровые комплексы; киоски, павильоны, торговые лотки, торговые автоматы, и т. д. МАФ могут подразделяться на декоративные и утилитарные, а по способу изготовления — на изготовленные по типовым проектам из типовых элементов и конструкций и на изготовленные по специально разработанным проектам.

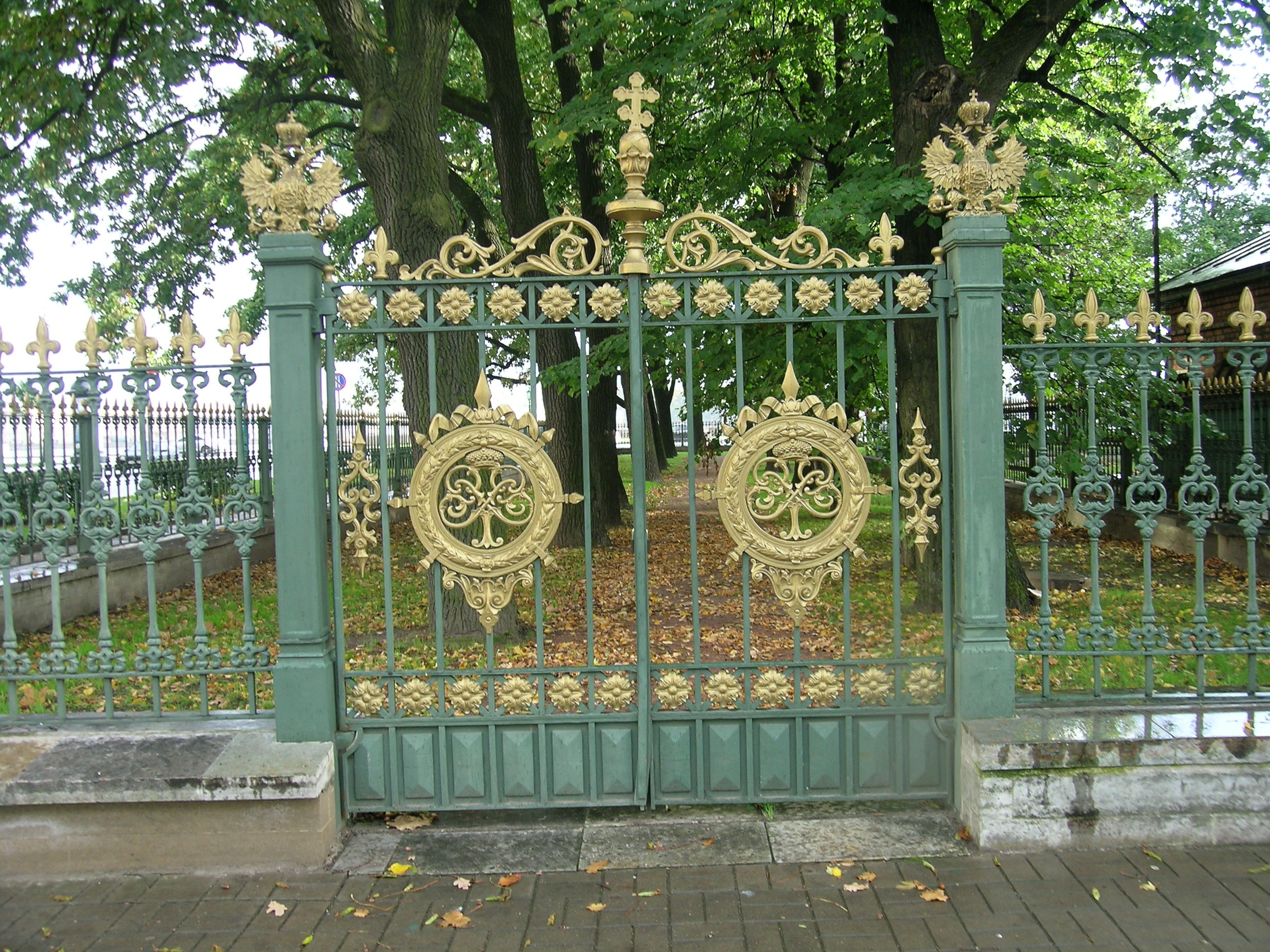
Ограда
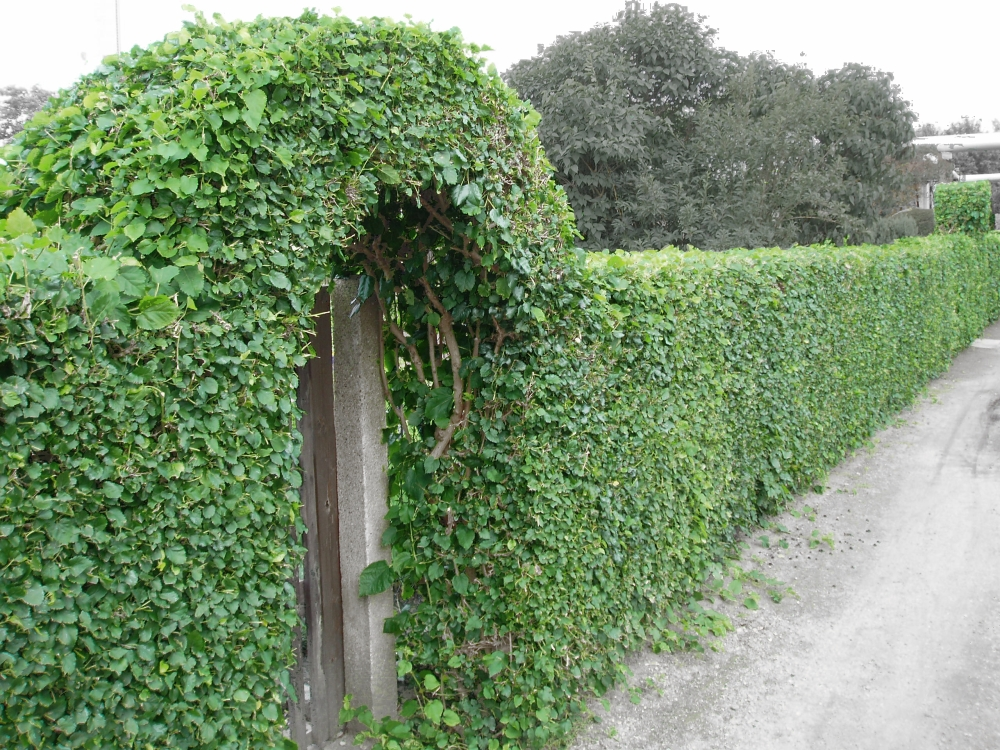
Живая изгородь
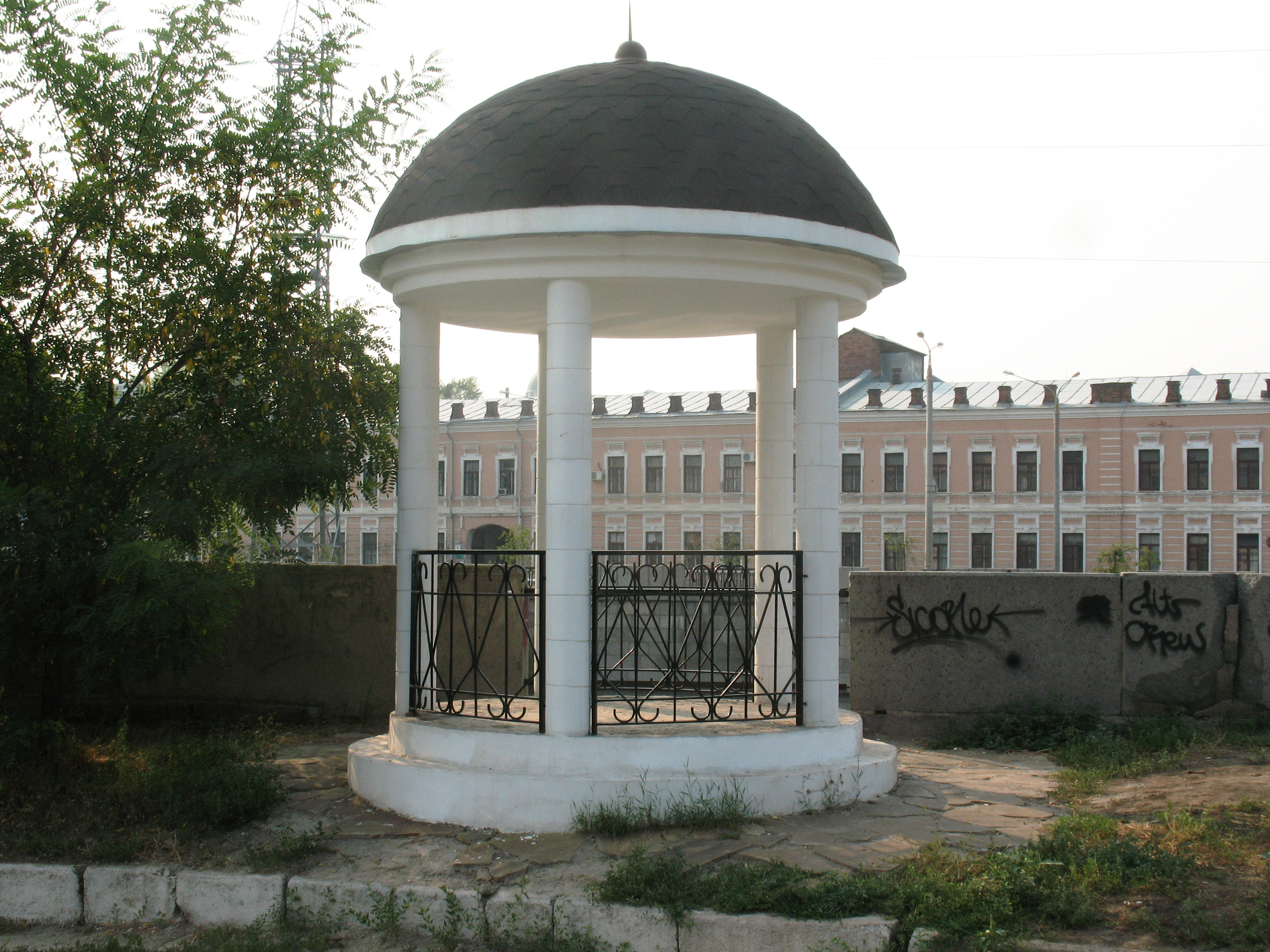
Беседка
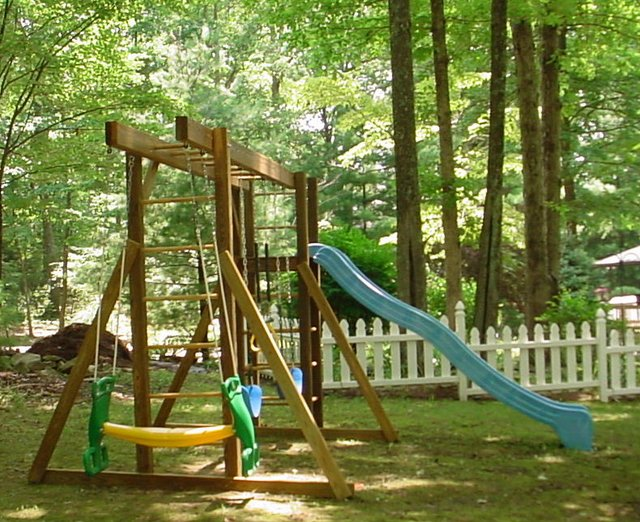
Детская площадка

Элементы архитектуры малых форм, помимо прямой функции, украшают, разграничивают, организовывают (функциональное зонирование) территорию и участвуют в создании стилевой общности, общего визуального впечатления от окружающей урбанизированной среды.
Применяются в оформлении и благоустройстве городского пространства — массовой жилой застройки и общественных мест развлекательного и спортивного направления, а также в парках и садах, в частных усадьбах.
Малые архитектурные формы участвуют в создании городской среды, как сбалансированного комплекса элементов.
Размещение элементов архитектуры малых форм, их оформление и применяемые строительные материалы могут регулироваться законодательно.